# Yambol Peak
Yambol Peak är en bergstopp i Antarktis. Den ligger i Sydshetlandsöarna. Argentina, Chile och Storbritannien gör anspråk på området. Toppen på Yambol Peak är 42 meter över havet.
Terrängen runt Yambol Peak är kuperad västerut, men åt nordost är den bergig. Havet är nära Yambol Peak åt sydost. Trakten är glest befolkad. Närmaste befolkade plats är St. Kliment Ohridski Base, 13,0 kilometer norr om Yambol Peak. 